# Robustanoplodera tricolor
Robustanoplodera tricolor är en skalbaggsart som först beskrevs av J. Linsley Gressitt 1935.  Robustanoplodera tricolor ingår i släktet Robustanoplodera och familjen långhorningar.
Artens utbredningsområde är Taiwan. Inga underarter finns listade i Catalogue of Life.